# Заводской (Выборгский район)
Заводской (до 1948 — Савикко, фин. Savikko) — посёлок в Красносельском сельском поселении Выборгского района Ленинградской области.

## Название
Топоним Савикко в переводе означает «Глиняное».
Современное название появилось в 1950-х годах, когда вошёл в строй кирпичный завод в соседнем посёлке Кирпичное.

## История
До войны в деревне находился кирпичный завод Савикко.

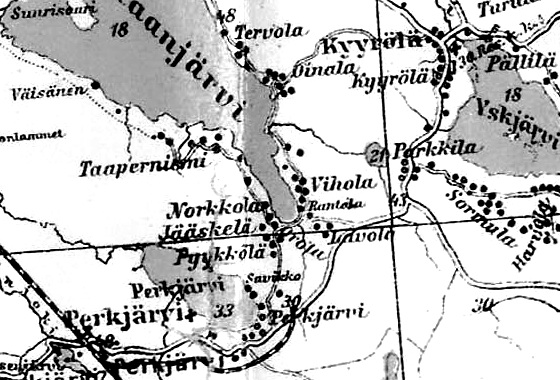
Деревня Савикко на финской карте 1923 года

До 1939 года деревня Савикко входила в состав волости Муолаа Выборгской губернии Финляндской республики.
Согласно данным 1973 и 1990 годов посёлок Заводской входил в состав Кирилловского сельсовета.
В 1997 году в посёлке Заводской Кирилловской волости проживали 114 человек, в 2002 году — 69 человек (русские — 94 %).
В 2007 году в посёлке Заводской Красносельского СП проживали 75 человек, в 2010 году — 70 человек.

## География
Посёлок расположен в восточной части района на автодороге 41К-092 (Высокое — Синицино).
Расстояние до административного центра поселения — 12 км. 
Посёлок находится близ восточного берега Большого Кирилловского озера.

## Демография
| 2007 | 2010 | 2017 | 2021 |
| ---- | ---- | ---- | ---- |
| 75   | ↘70  | ↘56  | ↗81  |

## Улицы
Гончарная.